# Mungo Shematsi
Mungo François Shematsi, né le 3 décembre 1957 en République démocratique du Congo, est un enseignant et un homme politique franco-congolais. Après avoir obtenu l’asile politique, il arrive en France, enseigne l'économie et adhère au Parti socialiste avant d'être candidat pour le Front national.

## Biographie
Mungo Shematsi est né le 3 décembre 1957 en République démocratique du Congo dans une famille de la classe moyenne.
Cadre à la Société nationale d’électricité, il milite à l’UDPS, un parti politique opposé au président Mobutu, devenu réfugié politique, il arrive en France, obtient un DESS d’économie et gestion financière puis devient professeur d'économie. Votant communiste, Mungo Shematsi milite à la Licra, après les émeutes en banlieue en 2005, il adhère au Parti socialiste entre 2007 et 2009. Il assiste à une réunion du Front national en 2010 à Grenoble. Il adhère au Front national en mai 2011 et est investi tête de liste aux élections municipales à Saint-Martin-d'Hères dans le département de l'Isère mais il renonce faute de colistiers. En mars 2015, dans un communiqué, il dénonce « la censure dont sont victimes les habitants de La Ricamarie » à la suite du refus de la directrice de la médiathèque, avec le consentement du maire, de mettre en rayon le livre d'Éric Zemmour Le Suicide français. Selon le maire « La médiathèque de La Ricamarie, comme toutes les médiathèques, propose à ses lecteurs un fonds de documents représentatifs des connaissances et des courants de pensée qui s’insèrent dans les valeurs républicaines […]. En sont exclus les documents qui appellent à la discrimination. ». Aux élections départementales de 2015 dans la Loire dans le Canton de Saint-Étienne-2, il obtient avec Claire Fernandez 29,77 % des suffrages exprimés au premier tour. Il est le candidat pré-investi pour représenter le groupe Front national aux élections législatives, mais, finalement estampillé « extrême droite », il est candidat face à celui du FN dans la quatrième circonscription de la Loire.

### Vie privée
Il est marié et père de trois enfants.

## Ouvrage
- Mungo Shematsi, Un Noir au Front national, Saint-Denis, Édilivre, 2015, 264 p. (ISBN 9782332900074)